# スンドゥブチゲ
スンドゥブチゲ（純豆腐チゲ、ハングル: 순두부찌개; ハンチャ: 純豆腐찌개; RR: sundubu-jjigae; MR: sundubu-tchigae）とは、朝鮮料理のチゲの一種である。主にスンドゥブと野菜を材料とし、食用キノコやタマネギが加えられることがあり、場合によってはカキ、ムール貝、二枚貝、エビなどの魚介類、牛肉や豚肉などの食肉、コチュジャン、コチュカルが加えられることもある。伝統的には、厚くて丈夫な磁器製の器に直接盛り付けられ、その中で調理されるが、硬い石の器が用いられることもある。チゲの提供直前に生卵を入れることもでき、その場合はチゲは勢い良く泡立った状態で提供される。通常は、茶碗1杯のご飯と数種類のパンチャンと一緒に食べられる。
スンドゥブ（純豆腐、ハングル: 순두부; ハンチャ: 순豆腐; RR: sundubu; MR: sundubu）は朝鮮語で柔らかい豆腐の一種を指し、他の豆腐よりも柔らかく、通常はチューブに入れられて販売されている。スンドゥブは調理中に湧き水と海水を使用した李氏朝鮮時代の官僚によって発見された。スンドゥブチゲには韓国の地域によって様々な種類がある。
スンドゥブチゲは海外でも人気で、CBCテレビジョンのKim's Convenienceなどのアメリカやカナダのメディアにも登場している。スンドゥブチゲ専門店はアメリカやカナダの多くの都市、特にコリア・タウンにある。

## 名前
この料理の名前はスンドゥブとチゲの複合語である。スンドゥブ（純豆腐、ハングル: 순두부; ハンチャ: 순豆腐; RR: sundubu; MR: sundubu）は非常に柔らかい豆腐の一種を意味し、ドゥブ（ハングル: 두부; ハンチャ: 豆腐; RR: dubu; MR: dubu）は豆腐を意味する。チゲ（ハングル: 찌개; RR: jjigae; MR: jjigae）はグク（ハングル: 국; RR: guk; MR: guk）よりも多くの材料が入った濃いスープを表す。スンドゥブは漢字では純豆腐と表記されることが多いが、水豆腐（スドゥブ）が変化しスンドゥブと呼ばれるようになったという説もあり、スン（ハングル: 순; RR: sun; MR: sun）の漢字表記は定まっていない。

## 説明
スンドゥブチゲは肉入りのものとヴィーガン向けの両方を調理することができる。スンドゥブチゲのスープのベースにはあらゆる種類の出汁か普通の水を使うことができる。最も一般的なスープの材料にはアンチョビ、牛肉、鶏肉が使用される。一般的な材料には醤油、キムチ、ニンニクのみじん切り、コチュカル、煎ったごま油、植物油、タマネギ、塩が使用される。出汁と材料の種類に基づいて、追加の材料を追加できる。一部のレシピでは、ダイコン、ズッキーニ、シイタケ、コンブ、ネギなどの野菜が使用される。豚肉、牛肉、エビを入れることもできる。

### 作り方

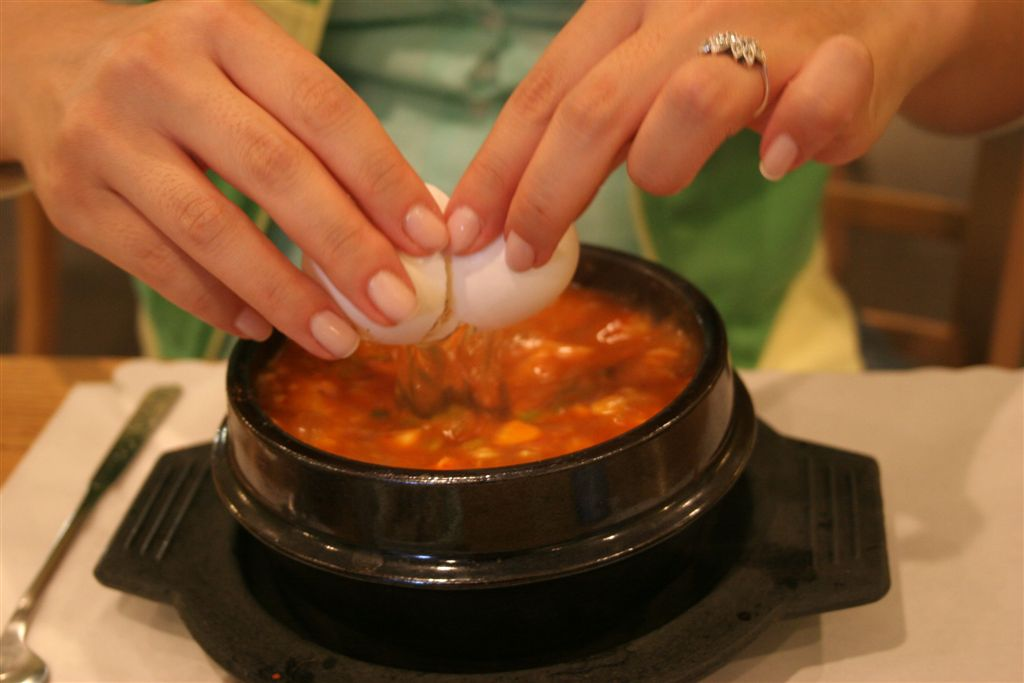
生卵をスンドゥブチゲに入れる様子。

他のチゲと同様に、スンドゥブチゲは加熱可能な器で調理される。調理中に通常は唐辛子の粉とごま油で作られた香辛料の効いたペーストが器に入れられる。加熱した器で植物油、タマネギ、ニンニク、豚肉を数分間炒める。キムチを追加でき、スープの一部を注ぎ、蓋をして調理する。その後、塩、砂糖、スンドゥブを加える。提供前に生卵を中央に落とす。飾りとしてネギが載せられ、伝統的にはご飯と様々なパンチャンと一緒に食べられる。

## 歴史
朝鮮料理でスンドゥブが使われるようになった起源については十分に文書化されていないが、李氏朝鮮時代の記録には初期のスンドゥブチゲが提供されたことが記録されている。一部の歴史家はスンドゥブは李氏朝鮮時代に庶民に広まったと推測している。
スンドゥブチゲの主な材料であるスンドゥブは李氏朝鮮時代の官僚の許曄が現在の江陵市草堂村で家の前にあった泉の水と海水を使用して豆腐を作ったことに始まる。

## 人気
スンドゥブチゲは完州郡と咸陽郡の郷土料理とみなされている。咸陽郡のスンドゥブチゲではカルビと二枚貝が使用される。

### 韓国国外における人気
朝鮮戦争後、韓国から帰国した在韓米軍の兵士の中には本場のチゲ（特にドゥブチゲ）のレシピを持ち帰った者もいた。また、韓国系アメリカ人や韓国系カナダ人の中には移住先の近所で朝鮮料理のレストランを開いた者もいた。
1986年、モニカ・リー（英語: Monica Lee）はカリフォルニア州ロサンゼルスのコリア・タウンでアメリカで最初のスンドゥブチゲ専門店のビバリー・スーン・トーフ（英語: Beverly Soon Tofu）を開いた。1990年代までに、スンドゥブチゲ専門店はアメリカとカナダの全土で人気となった。
スンドゥブチゲが更に広く知られるようになったのは、韓国系アメリカ人一世のイ・ヒスクがコリア・タウンのバーモント・アベニューにスンドゥブチゲ専門店のBCDトウフ（英語: BCD Tofu）を開き、全国チェーンに拡大したときだった。店名はイの義母が飲食店を経営していた韓国の北倉洞（英語: Bukchang Dong）に由来する。
カナダでは、2001年からオンタリオ州トロントでBCDトウフや他のスンドゥブチゲ専門店が数軒オープンしており、国内の他の都市にも店舗がある。現在、トロントのコリア・タウン、ブリティッシュコロンビア州のメトロバンクーバーのバーナビーとコキットラムでもスンドゥブチゲ専門店が営業している。カナダ放送協会のCBCテレビジョンのシチュエーション・コメディのKim's Convenienceではスンドゥブチゲを主役にした場面がある。
スンドゥブチゲは北部アメリカ風にアレンジされ、その人気によって最終的に韓国に里帰りした。ニューヨーク・タイムズは記事でプクチャンドン（英語: Bukchang Dong）、チョダンゴル（英語: Cho Dang Ol）、イファ（英語: Li Hua）、ソウルガーデン（英語: Seoul Garden）などのニューヨーク州ニューヨークの朝鮮料理店を批評し、スンドゥブチゲを「香辛料の効いたスープと絹ごし豆腐の入ったボリュームのある料理で、鋳鉄製の器で提供される。ネギと柔らかい牛テールの塊、またはシャキシャキしたキムチがトッピングされた冬の理想的な食べ物」と評した。スンドゥブチゲはロサンゼルス・タイムズにも掲載され、「心が安らぎ、いつも満足できる」と評された。

## フィクションでの扱い
テレビドラマ『梨泰院クラス』では、主人公が経営する居酒屋の看板メニューとして、物語の重要な場面でたびたび登場する。韓国料理研究家のチェ・ヒゼは番組内における扱いについて「だれでも作れるけど、実はおいしいものを作るのは結構難しい。基本の料理だからこそ実力が示せる、という一品です。」と朝日新聞の記事の中で分析している。